# ذى كريب (إب)

تعديل مصدري - تعديل

ذى كريب هي إحدى قرى عزلة البحريين بمديرية إب التابعة لمحافظة إب، بلغ تعداد سكانها 410 نسمة حسب تعداد اليمن لعام 2004.